# Úszás a 2000. évi nyári olimpiai játékokon
A 2000. évi nyári olimpiai játékok úszóversenyein harminckét versenyszámban avattak olimpiai bajnokot. A versenyszámok az előző, 1996. évi olimpiához képest nem változtak.

## Éremtáblázat
(A táblázatokban a rendező ország csapata és a magyar csapat eltérő háttérszínnel, az egyes számoszlopok legmagasabb értéke vagy értékei vastagítással kiemelve.)
| A 2000. évi nyári olimpiai játékok éremtáblázata úszásban | A 2000. évi nyári olimpiai játékok éremtáblázata úszásban | A 2000. évi nyári olimpiai játékok éremtáblázata úszásban | A 2000. évi nyári olimpiai játékok éremtáblázata úszásban | A 2000. évi nyári olimpiai játékok éremtáblázata úszásban | Olimpia  |
| --------------------------------------------------------- | --------------------------------------------------------- | --------------------------------------------------------- | --------------------------------------------------------- | --------------------------------------------------------- | -------- |
|                                                           | Ország                                                    | Arany                                                     | Ezüst                                                     | Bronz                                                     | Összesen |
| 1.                                                        | Egyesült Államok (USA)                                    | 14                                                        | 8                                                         | 11                                                        | 33       |
| 2.                                                        | Ausztrália (AUS)                                          | 5                                                         | 9                                                         | 4                                                         | 18       |
| 3.                                                        | Hollandia (NED)                                           | 5                                                         | 1                                                         | 2                                                         | 8        |
| 4.                                                        | Olaszország (ITA)                                         | 3                                                         | 1                                                         | 2                                                         | 6        |
| 5.                                                        | Ukrajna (UKR)                                             | 2                                                         | 2                                                         | 0                                                         | 4        |
| 6.                                                        | Románia (ROU)                                             | 2                                                         | 1                                                         | 1                                                         | 4        |
| 7.                                                        | Svédország (SWE)                                          | 1                                                         | 2                                                         | 1                                                         | 4        |
| 8.                                                        | Magyarország (HUN)                                        | 1                                                         | 0                                                         | 0                                                         | 1        |
|                                                           |                                                           |                                                           |                                                           |                                                           |          |
| 9.                                                        | Japán (JPN)                                               | 0                                                         | 2                                                         | 2                                                         | 4        |
| 10.                                                       | Szlovákia (SVK)                                           | 0                                                         | 2                                                         | 0                                                         | 2        |
| 11.                                                       | Dél-afrikai Köztársaság (RSA)                             | 0                                                         | 1                                                         | 1                                                         | 2        |
| 11.                                                       | Oroszország (RUS)                                         | 0                                                         | 1                                                         | 1                                                         | 2        |
| 13.                                                       | Franciaország (FRA)                                       | 0                                                         | 1                                                         | 0                                                         | 1        |
|                                                           |                                                           |                                                           |                                                           |                                                           |          |
| 14.                                                       | Németország (GER)                                         | 0                                                         | 0                                                         | 3                                                         | 3        |
| 15.                                                       | Costa Rica (CRC)                                          | 0                                                         | 0                                                         | 2                                                         | 2        |
| 16.                                                       | Brazília (BRA)                                            | 0                                                         | 0                                                         | 1                                                         | 1        |
| 16.                                                       | Kanada (CAN)                                              | 0                                                         | 0                                                         | 1                                                         | 1        |
| 16.                                                       | Spanyolország (ESP)                                       | 0                                                         | 0                                                         | 1                                                         | 1        |
|                                                           |                                                           |                                                           |                                                           |                                                           |          |
| Összesen                                                  | Összesen                                                  | 33                                                        | 31                                                        | 33                                                        | 97       |

## Férfi
Férfi úszásban tizenhat – tizenhárom egyéni és három váltó – versenyszámot írtak ki.

### Éremtáblázat
| A 2000. évi nyári olimpiai játékok éremtáblázata férfi úszásban | A 2000. évi nyári olimpiai játékok éremtáblázata férfi úszásban | A 2000. évi nyári olimpiai játékok éremtáblázata férfi úszásban | A 2000. évi nyári olimpiai játékok éremtáblázata férfi úszásban | A 2000. évi nyári olimpiai játékok éremtáblázata férfi úszásban | Olimpia  |
| --------------------------------------------------------------- | --------------------------------------------------------------- | --------------------------------------------------------------- | --------------------------------------------------------------- | --------------------------------------------------------------- | -------- |
|                                                                 | Ország                                                          | Arany                                                           | Ezüst                                                           | Bronz                                                           | Összesen |
| 1.                                                              | Egyesült Államok (USA)                                          | 7                                                               | 6                                                               | 4                                                               | 17       |
| 2.                                                              | Ausztrália (AUS)                                                | 4                                                               | 5                                                               | 3                                                               | 12       |
| 3.                                                              | Olaszország (ITA)                                               | 3                                                               | 1                                                               | 2                                                               | 6        |
| 4.                                                              | Hollandia (NED)                                                 | 2                                                               | 0                                                               | 2                                                               | 4        |
| 5.                                                              | Svédország (SWE)                                                | 1                                                               | 0                                                               | 0                                                               | 1        |
|                                                                 |                                                                 |                                                                 |                                                                 |                                                                 |          |
| 6.                                                              | Oroszország (RUS)                                               | 0                                                               | 1                                                               | 1                                                               | 2        |
| 7.                                                              | Dél-afrikai Köztársaság (RSA)                                   | 0                                                               | 1                                                               | 0                                                               | 1        |
| 7.                                                              | Ukrajna (UKR)                                                   | 0                                                               | 1                                                               | 0                                                               | 1        |
|                                                                 |                                                                 |                                                                 |                                                                 |                                                                 |          |
| 9.                                                              | Németország (GER)                                               | 0                                                               | 0                                                               | 2                                                               | 2        |
| 10.                                                             | Brazília (BRA)                                                  | 0                                                               | 0                                                               | 1                                                               | 1        |
| 10.                                                             | Kanada (CAN)                                                    | 0                                                               | 0                                                               | 1                                                               | 1        |
|                                                                 |                                                                 |                                                                 |                                                                 |                                                                 |          |
| Összesen                                                        | Összesen                                                        | 17                                                              | 15                                                              | 16                                                              | 48       |

### Érmesek
- WR – világrekord
- OR – olimpiai rekord

| A 2000. évi nyári olimpiai játékok érmesei férfi úszásban | |          | |              | |          |
| Versenyszám                                               | Arany | Arany    | Ezüst | Ezüst        | Bronz | Bronz    |
| 50 m gyors                                                | Anthony Ervin · Egyesült Államok (USA)                                                                                        | 21,98    | Nem adták ki | Nem adták ki | Pieter van den Hoogenband · Hollandia (NED)                                                                           | 22,03    |
| 50 m gyors                                                | Gary Hall · Egyesült Államok (USA)                                                                                            | 21,98    | Nem adták ki | Nem adták ki | Pieter van den Hoogenband · Hollandia (NED)                                                                           | 22,03    |
| 100 m gyors                                               | Pieter van den Hoogenband · Hollandia (NED)                                                                                   | 48,30    | Alekszandr Popov · Oroszország (RUS) | 48,69        | Gary Hall · Egyesült Államok (USA)                                                                                    | 48,73    |
| 200 m gyors                                               | Pieter van den Hoogenband · Hollandia (NED)                                                                                   | 1:45,35  | Ian Thorpe · Ausztrália (AUS) | 1:45,83      | Massimiliano Rosolino · Olaszország (ITA)                                                                             | 1:46,65  |
| 400 m gyors                                               | Ian Thorpe · Ausztrália (AUS)                                                                                                 | 3:40,59  | Massimiliano Rosolino · Olaszország (ITA)                                                                                                | 3:43,40      | Klete Keller · Egyesült Államok (USA)                                                                                 | 3:47,00  |
| 1500 m gyors                                              | Grant Hackett · Ausztrália (AUS)                                                                                              | 14:48,33 | Kieren Perkins · Ausztrália (AUS) | 14:53,59     | Chris Thompson · Egyesült Államok (USA)                                                                               | 14:56,81 |
| 100 m hát                                                 | Lenny Krayzelburg · Egyesült Államok (USA)                                                                                    | 53,72    | Matt Welsh · Ausztrália (AUS) | 54,07        | Stev Theloke · Németország (GER)                                                                                      | 54,82    |
| 200 m hát                                                 | Lenny Krayzelburg · Egyesült Államok (USA)                                                                                    | 1:56,76  | Aaron Peirsol · Egyesült Államok (USA)                                                                                                   | 1:57,35      | Matt Welsh · Ausztrália (AUS)                                                                                         | 1:57,59  |
| 100 m mell                                                | Domenico Fioravanti · Olaszország (ITA)                                                                                       | 1:00,46  | Ed Moses · Egyesült Államok (USA) | 1:00,73      | Roman Szludnov · Oroszország (RUS)                                                                                    | 1:00,91  |
| 200 m mell                                                | Domenico Fioravanti · Olaszország (ITA)                                                                                       | 2:10,87  | Terence Parkin · Dél-afrikai Köztársaság (RSA)                                                                                           | 2:12,50      | Davide Rummolo · Olaszország (ITA)                                                                                    | 2:12,73  |
| 100 m pillangó                                            | Lars Frölander · Svédország (SWE)                                                                                             | 52,00    | Michael Klim · Ausztrália (AUS) | 52,18        | Geoff Huegill · Ausztrália (AUS)                                                                                      | 52,22    |
| 200 m pillangó                                            | Tom Malchow · Egyesült Államok (USA)                                                                                          | 1:55,35  | Denisz Szilantyjev · Ukrajna (UKR) | 1:55,76      | Justin Norris · Ausztrália (AUS)                                                                                      | 1:56,17  |
| 200 m vegyes                                              | Massimiliano Rosolino · Olaszország (ITA)                                                                                     | 1:58,98  | Tom Dolan · Egyesült Államok (USA) | 1:59,77      | Tom Wilkens · Egyesült Államok (USA)                                                                                  | 2:00,87  |
| 400 m vegyes                                              | Tom Dolan · Egyesült Államok (USA)                                                                                            | 4:11,76  | Erik Vendt · Egyesült Államok (USA) | 4:14,23      | Curtis Myden · Kanada (CAN)                                                                                           | 4:15,33  |
| 4 × 100 m gyorsváltó                                      | Ausztrália (AUS) · Michael Klim · Chris Fydler · Ashley Callus · Ian Thorpe · Todd Pearson* · Adam Pine*                      | 3:13,67  | Egyesült Államok (USA) · Anthony Ervin · Neil Walker · Jason Lezak · Gary Hall · Josh Davis* · Scott Tucker*                             | 3:13,86      | Brazília (BRA) · Edvaldo Valério · Gustavo Borges · Carlos Jayme · Fernando Scherer                                   | 3:17,40  |
| 4 × 200 m gyorsváltó                                      | Ausztrália (AUS) · Ian Thorpe · Michael Klim · Todd Pearson · Bill Kirby · Grant Hackett* · Daniel Kowalski*                  | 7:07,05  | Egyesült Államok (USA) · Scott Goldblatt · Josh Davis · Jamie Rauch · Klete Keller · Chad Carvin* · Nate Dusing*                         | 7:12,64      | Hollandia (NED) · Martijn Zuijdweg · Johan Kenkhuis · Marcel Wouda · Pieter van den Hoogenband · Mark van der Zijden* | 7:12,70  |
| 4 × 100 m vegyes váltó                                    | Egyesült Államok (USA) · Lenny Krayzelburg · Ed Moses · Ian Crocker · Gary Hall · Tommy Hannan* · Jason Lezak* · Neil Walker* | 3:33,73  | Ausztrália (AUS) · Matt Welsh · Regan Harrison · Geoff Huegill · Michael Klim · Josh Watson* · Ryan Mitchell* · Adam Pine* · Ian Thorpe* | 3:35,27      | Németország (GER) · Stev Theloke · Jens Kruppa · Thomas Rupprath · Torsten Spanneberg                                 | 3:35,88  |

* - a versenyző az előfutamban vett részt, és kapott is érmet

## Női
Női úszásban tizenhat – tizenhárom egyéni és három váltó – versenyszámot írtak ki.

### Éremtáblázat
| A 2000. évi nyári olimpiai játékok éremtáblázata női úszásban | A 2000. évi nyári olimpiai játékok éremtáblázata női úszásban | A 2000. évi nyári olimpiai játékok éremtáblázata női úszásban | A 2000. évi nyári olimpiai játékok éremtáblázata női úszásban | A 2000. évi nyári olimpiai játékok éremtáblázata női úszásban | Olimpia  |
| ------------------------------------------------------------- | ------------------------------------------------------------- | ------------------------------------------------------------- | ------------------------------------------------------------- | ------------------------------------------------------------- | -------- |
|                                                               | Ország                                                        | Arany                                                         | Ezüst                                                         | Bronz                                                         | Összesen |
| 1.                                                            | Egyesült Államok (USA)                                        | 7                                                             | 2                                                             | 7                                                             | 16       |
| 2.                                                            | Hollandia (NED)                                               | 3                                                             | 1                                                             | 0                                                             | 4        |
| 3.                                                            | Románia (ROU)                                                 | 2                                                             | 1                                                             | 1                                                             | 4        |
| 4.                                                            | Ukrajna (UKR)                                                 | 2                                                             | 1                                                             | 0                                                             | 3        |
| 5.                                                            | Ausztrália (AUS)                                              | 1                                                             | 4                                                             | 1                                                             | 6        |
| 6.                                                            | Magyarország (HUN)                                            | 1                                                             | 0                                                             | 0                                                             | 1        |
|                                                               |                                                               |                                                               |                                                               |                                                               |          |
| 7.                                                            | Japán (JPN)                                                   | 0                                                             | 2                                                             | 2                                                             | 4        |
| 8.                                                            | Svédország (SWE)                                              | 0                                                             | 2                                                             | 1                                                             | 3        |
| 9.                                                            | Szlovákia (SVK)                                               | 0                                                             | 2                                                             | 0                                                             | 2        |
| 10.                                                           | Franciaország (FRA)                                           | 0                                                             | 1                                                             | 0                                                             | 1        |
|                                                               |                                                               |                                                               |                                                               |                                                               |          |
| 11.                                                           | Costa Rica (CRC)                                              | 0                                                             | 0                                                             | 2                                                             | 2        |
| 12.                                                           | Dél-afrikai Köztársaság (RSA)                                 | 0                                                             | 0                                                             | 1                                                             | 1        |
| 12.                                                           | Németország (GER)                                             | 0                                                             | 0                                                             | 1                                                             | 1        |
| 12.                                                           | Spanyolország (ESP)                                           | 0                                                             | 0                                                             | 1                                                             | 1        |
|                                                               |                                                               |                                                               |                                                               |                                                               |          |
| Összesen                                                      | Összesen                                                      | 16                                                            | 16                                                            | 17                                                            | 49       |

### Érmesek
| A 2000. évi nyári olimpiai játékok érmesei női úszásban |                                                                                           |         |                                                                                             |         |                                                                                                   |         |
| Versenyszám                                             | Arany                                                                                     | Arany   | Ezüst                                                                                       | Ezüst   | Bronz                                                                                             | Bronz   |
| 50 m gyors                                              | Inge de Bruijn · Hollandia (NED)                                                          | 24,32   | Therese Alshammar · Svédország (SWE)                                                        | 24,51   | Dara Torres · Egyesült Államok (USA)                                                              | 24,63   |
| 100 m gyors                                             | Inge de Bruijn · Hollandia (NED)                                                          | 53,83   | Therese Alshammar · Svédország (SWE)                                                        | 54,33   | Dara Torres · Egyesült Államok (USA)Jenny Thompson · Egyesült Államok (USA)                       | 54,43   |
| 200 m gyors                                             | Susan O’Neill · Ausztrália (AUS)                                                          | 1:58,24 | Martina Moravcová · Szlovákia (SVK)                                                         | 1:58,32 | Claudia Poll · Costa Rica (CRC)                                                                   | 1:58,81 |
| 400 m gyors                                             | Brooke Bennett · Egyesült Államok (USA)                                                   | 4:05,80 | Diana Munz · Egyesült Államok (USA)                                                         | 4:07,07 | Claudia Poll · Costa Rica (CRC)                                                                   | 4:07,83 |
| 800 m gyors                                             | Brooke Bennett · Egyesült Államok (USA)                                                   | 8:19,67 | Jana Klocskova · Ukrajna (UKR)                                                              | 8:22,66 | Kaitlin Sandeno · Egyesült Államok (USA)                                                          | 8:24,29 |
| 100 m hát                                               | Diana Mocanu · Románia (ROU)                                                              | 1:00,21 | Nakamura Mai · Japán (JPN)                                                                  | 1:00,55 | Nina Zhivanevskaya · Spanyolország (ESP)                                                          | 1:00,89 |
| 200 m hát                                               | Diana Mocanu · Románia (ROU)                                                              | 2:08,16 | Roxana Maracineanu · Franciaország (FRA)                                                    | 2:10,25 | Nakao Miki · Japán (JPN)                                                                          | 2:11,05 |
| 100 m mell                                              | Megan Quann · Egyesült Államok (USA)                                                      | 1:07,05 | Leisel Jones · Ausztrália (AUS)                                                             | 1:07,49 | Penny Heyns · Dél-afrikai Köztársaság (RSA)                                                       | 1:07,55 |
| 200 m mell                                              | Kovács Ágnes · Magyarország (HUN)                                                         | 2:24,35 | Kristy Kowal · Egyesült Államok (USA)                                                       | 2:24,56 | Amanda Beard · Egyesült Államok (USA)                                                             | 2:25,35 |
| 100 m pillangó                                          | Inge de Bruijn · Hollandia (NED)                                                          | 56,61   | Martina Moravcová · Szlovákia (SVK)                                                         | 57,97   | Dara Torres · Egyesült Államok (USA)                                                              | 58,20   |
| 200 m pillangó                                          | Misty Hyman · Egyesült Államok (USA)                                                      | 2:05,88 | Susan O’Neill · Ausztrália (AUS)                                                            | 2:06,58 | Petria Thomas · Ausztrália (AUS)                                                                  | 2:07,12 |
| 200 m vegyes                                            | Jana Klocskova · Ukrajna (UKR)                                                            | 2:10,68 | Beatrice Căşlaru · Románia (ROU)                                                            | 2:12,57 | Cristina Teuscher · Egyesült Államok (USA)                                                        | 2:13,32 |
| 400 m vegyes                                            | Jana Klocskova · Ukrajna (UKR)                                                            | 4:33,59 | Tadzsima Jaszuko · Japán (JPN)                                                              | 4:35,96 | Beatrice Căşlaru · Románia (ROU)                                                                  | 4:37,18 |
| 4×100 m gyorsváltó                                      | Egyesült Államok (USA) · Amy Van Dyken · Courtney Shealy · Jenny Thompson · Dara Torres   | 3:36,61 | Hollandia (NED) · Manon van Rooijen · Wilma van Hofwegen · Inge de Bruijn · Thamar Henneken | 3:39,83 | Svédország (SWE) · Johanna Sjöberg · Therese Alshammar · Louise Jöhncke · Anna-Karin Kammerling   | 3:40,30 |
| 4×200 m gyorsváltó                                      | Egyesült Államok (USA) · Diana Munz · Jenny Thompson · Samantha Arsenault · Lindsay Benko | 7:57,80 | Ausztrália (AUS) · Giaan Rooney · Petria Thomas · Kirsten Thomson · Susan O’Neill           | 7:58,52 | Németország (GER) · Franziska van Almsick · Antje Buschschulte · Sara Harstick · Kerstin Kielgass | 7:58,64 |
| 4×100 m vegyes váltó                                    | Egyesült Államok (USA) · Dara Torres · Barbara Bedford · Megan Quann · Jenny Thompson     | 3:58,30 | Ausztrália (AUS) · Petria Thomas · Leisel Jones · Susan O’Neill · Dyana Calub               | 4:01,59 | Japán (JPN) · Tanaka Maszami · Minamoto Szumika · Nakamura Mai · Ónisi Dzsunko                    | 4:04,16 |